# پولیوویروس

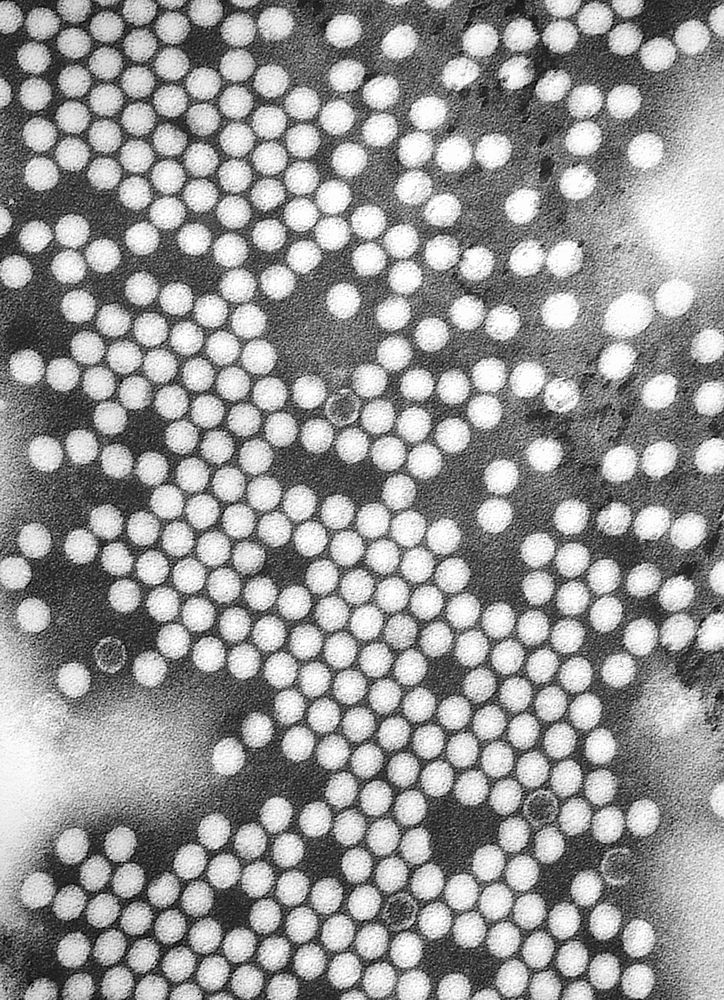
ویروس عامل فلج اطفال

پولیوویروس (نام علمی: Human enterovirus C) نام یک گونه از سردهٔ انتروویروس است. این ویروس که با نام انتروویروس سی انسانی نیز شناخته می‌شود، عامل بیماری فلج اطفال و عضو خانوادهٔ پیکورناویروس‌ها است.
ویروس فلج اطفال از ژنوم آران‌ای و پروتئین کپسید تشکیل شده‌است. ژنوم ویروس، سوی مثبت و آران‌ای تک‌رشته‌ای است که حدود ۷۵۰۰ نوکلئوتید طول دارد. ذرات ویروسی در حدود ۳۰ نانومتر قطر با تقارن بیست‌وجهی (Icosahedral) است.